# (22052) 2000 AQ14
(22052) 2000 AQ14 è un asteroide troiano di Giove del campo greco. Scoperto nel 2000, presenta un'orbita caratterizzata da un semiasse maggiore pari a 5,170845 UA e da un'eccentricità di 0,034852, inclinata di 11,892441° rispetto all'eclittica. Ha un diametro di 27,680 km e  un'albedo di 0,084.